# Conseil coréen pour les femmes victimes de l'esclavage sexuel militaire par le Japon
Le Conseil coréen pour les femmes victimes de l'esclavage sexuel militaire par le Japon (coréen : 정의기억연대, 정의연), est l'organisation des femmes sud-coréennes organisée par 37 institutions coréennes.

## Histoire
Le conseil a commencé son activité en 1990, sous le nom d'Union asiatique, pour résoudre le problème des femmes de réconfort victimes de l'esclavage, puis élargir ses activités en ayant comme thème principal les droits des enfants et des femmes en temps de guerre. L'activité commune sur cette question dans les deux Corées s'est développé en comptant sur la solidarité internationale. Le communiqué conjoint a été publié lors de la 8e conférence des Coréens. Cela a commencé avec l'adoption du projet de résolution par la Commission des droits de l'homme des Nations unies et l'Organisation internationale du travail, qui comprenait des excuses officielles et des compensations par le Japon, ainsi que la punition des auteurs de crimes de guerre. Les États et les Parlements du Canada, des États-Unis, de l'Union européenne, et des Pays-Bas, ont adhéré à cette résolution coréenne.
En décembre 2000, la Cour internationale des crimes de guerre dans son chapitre sur l'esclavage sexuel des femmes au Japon a été convoquée par les organisations non gouvernementales asiatiques à Tokyo, contre l'empereur japonais Hirohito.
Le musée des Guerres et des Droits de la femme (coréen : 전쟁과 여성 인권 박물관) a ouvert au public à Séoul, en Corée du Sud, en 2011. Un slogan indiquait : « Les guerres continuent dans le monde entier avec des victimes féminines. Ce qui est le plus important est de défendre la paix. »
Le conseil a soutenu l'activité des victimes en collationnant des témoignages, et en promouvant la manifestation du mercredi. Parmi ces activités, il a par exemple été érigé, le Monument aux femmes de réconfort devant l'ambassade du Japon à Séoul puis en 2011 à Glendale, en Californie, aux États-Unis, il s'agit du premier monument de ce genre en dehors de la Corée.